# قایقی که راک پخش می‌کرد
قایقی که راک پخش کرد یا دردسر درست شد (به انگلیسی: The Boat That Rocked) فیلمی محصول سال ۲۰۰۹ و به کارگردانی ریچارد کرتیس است. در این فیلم بازیگرانی همچون فیلیپ سیمور هافمن، بیل نای، ریس ایفانز، نیک فراست، کنت برانا، تام بروک، ریس داربی، کاترین پارکینسون، کریس اودوود، تام ویزدم، رالف برون، شنید متیوز، جک دونپورت، تلولا رایلی، اما تامپسون، جنیوری جونز و جما آرترتون ایفای نقش کرده‌اند.